# Сависько, Алексей Алексеевич
Алексей Алексеевич Сависько  (род. 3 августа 1957, Шахты, Ростовская область) — педиатр; Заслуженный врач Российской Федерации, доктор медицинских наук, профессор. Отличник здравоохранения России. Ректор Ростовского государственного медицинского университета (2009—2011). 
Уголовная ответственность.

## Биография
Алексей Алексеевич Сависько родился 3 августа 1957 года в городе Шахты Ростовской области. В 1974 году поступил в Ростовский государственный медицинский институт. Окончил институт в 1980 году по специальности «педиатрия». Учился в аспирантуре института. Ученик профессоров Ростовского государственного медицинского университета Чеышова В. Н. и Шепелева А. П. Они были и научными руководителями его диссертации.
В 1994 году А. А. Сависько защитил кандидатскую диссертацию, посвященную вопросам детской кардиологии: «Липидный спектр плазмы крови и мембран эритроцитов детей с различными типами нейроциркуляторной дистонии».
Алексей Алексеевич Сависько является автором около 200 научных работ в области популяционной генетики, педиатрии, экопатологии у детей и подростков.
В Ростовским государственным медицинским университетом прошел путь от старшего лаборанта до заведующего кафедрой, от заместителя декана, проректора по учебной работе. В 2009 году был избран ректором Ростовского государственного медицинского университета. Работал в этой должности до 2010 года.
Область научных интересов А. А. Сависько — изучение связи заболеваемости детей с неблагоприятными экологическими факторами, кардиологией и онкогематологией.
А. А. Сависько имеет опыт организации и управления учебным процессом студентов, около десяти лет он работал заместителем декана педиатрического факультета Ростовского медицинского университета, пять лет работал проректором по учебной работе вуза.

## Награды и звания
- «Заслуженный врач Российской Федерации»
- «Отличник здравоохранения»
- «Заслуженный врач Республики Ингушетия»

## Труды
- Заболеваемость острыми лейкозами у детей Ростовской области за период 1991—2010 гг. Журнал «Фундаментальные исследования». — 2012. № 2.
- Разработка новой доплерографической методики выявления минимальных проявлений диастолической дисфункции левого желудочка у детей с острым лимфобластным лейкозом на этапах химиотерапии. Кубанский научный медицинский вестник. № 2. 2011 г.